# Lista prim-miniștrilor Belarusului
Aceasta este o listă a șefilor de guvern ai Belarusului, începând cu anul 1918 și până în prezent. 

## Republica Populară Belarus(1918–1920)
| Președinți ai Secretariatului Poporului | Președinți ai Secretariatului Poporului | Președinți ai Secretariatului Poporului | Președinți ai Secretariatului Poporului | Președinți ai Secretariatului Poporului | Președinți ai Secretariatului Poporului                                |
| Nr.                                     | Nume (naștere - deces)                  | Portret                                 | Mandat                                  | Mandat                                  | Studii                                                                 |
| --------------------------------------- | --------------------------------------- | --------------------------------------- | --------------------------------------- | --------------------------------------- | ---------------------------------------------------------------------- |
| 1                                       | Jazep Varonka (1891 - 1952)             |                                         | 21 Februarie 1918                       | Mai 1918                                | Universitatea de Stat din Sankt Petersburg                             |
| 2                                       | Jan Sierada (1879 - 1943)               |                                         | Iunie 1918                              | August 1918                             | Institutul Veterinar din Varșovia                                      |
| 3                                       | Raman Skirmunt (1868 - 1939)            |                                         | August 1918                             | Octombrie 1918                          | Universitatea din Varșovia (drept) Universitatea din Viena (filosofie) |
| 4                                       | Anton Luckievich (1884 - 1942?)         |                                         | Octombrie 1918                          | 11 Octombrie 1918                       | Universitatea de Stat din Sankt Petersburg                             |
| Președinți ai Consiliului Miniștrilor   |                                         |                                         |                                         |                                         |                                                                        |
| 1                                       | Anton Luckievich (1884 - 1942?)         |                                         | Octombrie 1918                          | 11 Decembrie 1918                       | Universitatea de Stat din Sankt Petersburg                             |
| 2                                       | Vatslaw Lastowski (1883 - 1938)         |                                         | 13 Decembrie 1919                       | 1920                                    | Academia Națională de Științe din Belarus                              |

## Republica Populară Belarus în Exil (1920–prezent)
| Președinți ai Consiliului Miniștrilor | Președinți ai Consiliului Miniștrilor | Președinți ai Consiliului Miniștrilor | Președinți ai Consiliului Miniștrilor | Președinți ai Consiliului Miniștrilor | Președinți ai Consiliului Miniștrilor      |
| Nr.                                   | Nume (naștere - deces)                | Portret                               | Mandat                                | Mandat                                | Studii                                     |
| ------------------------------------- | ------------------------------------- | ------------------------------------- | ------------------------------------- | ------------------------------------- | ------------------------------------------ |
| 1                                     | Vatslaw Lastowski (1883 - 1938)       |                                       | 1920                                  | 23 August 1923                        | Academia Națională de Științe din Belarus  |
| 2                                     | Alyaksandr Tsvikevich (1888 - 1937)   |                                       | 23 August 1923                        | Octombrie 1925                        | Universitatea de stat din Sankt Petersburg |
| 3                                     | Vasil Zacharka (1877 - 1943)          |                                       | Octombrie 1925                        | 6 Martie 1943                         | Seminarul Pedagogic din Lyskovsky          |
| 4                                     | Mikola Abramchyk (1903 - 1970)        | -                                     | 6 Martie 1943                         | 21 iunie 1948                         | Universitatea Carolină din Praga           |

## Republica Sovietică Socialistă Belarusă(1920–1991)
| Președinți ai Consiliului Comisarilor Poporului | Președinți ai Consiliului Comisarilor Poporului | Președinți ai Consiliului Comisarilor Poporului | Președinți ai Consiliului Comisarilor Poporului | Președinți ai Consiliului Comisarilor Poporului | Președinți ai Consiliului Comisarilor Poporului            |
| Nr.                                             | Nume (naștere - deces)                          | Portret                                         | Mandat                                          | Mandat                                          | Studii                                                     |
| ----------------------------------------------- | ----------------------------------------------- | ----------------------------------------------- | ----------------------------------------------- | ----------------------------------------------- | ---------------------------------------------------------- |
| 1                                               | Alyaksandr Charvyakou (1892 - 1937)             |                                                 | 1 August 1920                                   | 17 Martie 1924                                  | Institutul pedagogic din Vilnius                           |
| 2                                               | Iosif Adamovich (1897 - 1937)                   |                                                 | 17 Martie 1924                                  | 7 mai 1927                                      | -                                                          |
| 3                                               | Nikolay Goloded (1894 - 1937)                   |                                                 | 7 mai 1927                                      | 30 mai 1937                                     | Academia de Științe Agricole Gorygoratski                  |
| 4                                               | Daniil Volkovich (1900 - 1943)                  | -                                               | 30 mai 1937                                     | 8 Septembrie 1937                               | Universitatea de Stat din Belarus                          |
| 5                                               | Afanasy Kovalyov (1903 - 1993)                  | -                                               | 10 Septembrie 1937                              | 28 iulie 1938                                   | Colegiul Cooperatist din Vitebsk                           |
| 6                                               | Kuzma Kiselyov (1903 - 1977)                    |                                                 | 28 iulie 1938                                   | 28 iunie 1940                                   | Facultatea de Medicină a Universității de Stat din Voronej |
| 7                                               | Ivan Bylinsky (1903 -1976)                      | -                                               | 28 iunie 1940                                   | 7 Februarie 1944                                | Institutul Forestier din Gomel                             |
| 8                                               | Panteleimon Ponomarenko (1902 - 1984)           |                                                 | 7 Februarie 1944                                | 1946                                            | Institutul de Căi Ferate din Moscova                       |
| Președinți ai Consiliului Miniștrilor           |                                                 |                                                 |                                                 |                                                 |                                                            |
| 1                                               | Panteleimon Ponomarenko (1902 - 1984)           |                                                 | 1946                                            | 15 martie 1948                                  | Institutul de Căi Ferate din Moscova                       |
| 2                                               | Aleksey Kleshchev (1905 - 1968)                 | -                                               | 15 martie 1948                                  | 25 iunie 1953                                   | Școala Feroviară de la Kalinkavichy                        |
| 3                                               | Kirill Mazurov (1914 - 1989)                    | -                                               | 25 iunie 1953                                   | 28 iulie 1956                                   | Școala Tehnică din Gomel                                   |
| 4                                               | Mikalai Aukhimovich (-)                         | -                                               | 28 iulie 1956                                   | 9 aprilie 1959                                  | -                                                          |
| 5                                               | Tikhon Kisylyov (1917 - 1983)                   | -                                               | 9 aprilie 1959                                  | 11 Decembrie 1978                               | Institutul Pedagogic din Gomel                             |
| 6                                               | Aleksandr Aksyonov (1924 - 2009)                |                                                 | 11 Decembrie 1978                               | 8 iulie 1983                                    | Institutul Pedagogic din Gomel                             |
| 7                                               | Vladimir Brovikov (1931 - 1992)                 | -                                               | 8 iulie 1983                                    | 10 Ianuarie 1986                                | Universitatea de Stat din Belarus                          |
| 8                                               | Mikhail Kovalyov (1897 - 1967)                  | -                                               | 10 Ianuarie 1986                                | 7 aprilie 1990                                  | Școala de Praporgici                                       |
| 9                                               | Vyachaslau Kebich (1936 – 2020)                 |                                                 | 7 aprilie 1990                                  | 19 Septembrie 1991                              | Universitatea Tehnică Națională din Belarus                |

## Republica Belarus(1991–prezent)
| Nr. | Nume (naștere - deces)          | Portret | Mandat             | Mandat            | Perioada (zile) | Studii                                               |
| --- | ------------------------------- | ------- | ------------------ | ----------------- | --------------- | ---------------------------------------------------- |
| 1   | Vyacheslav Kebich (1936 - 2020) |         | 19 Septembrie 1991 | 21 Iulie 1994     | 1566            | Universitatea Tehnică Națională din Belarus          |
| 2   | Mikhail Chigir (1948 -)         | -       | 21 Iulie 1994      | 18 Noiembrie 1996 | 851             | Universitatea Economică de Stat din Belarus          |
| 3   | Sergey Ling (1937-)             | -       | 18 Noiembrie 1996  | 18 Februarie 2000 | 1187            | Academia Agricolă de Stat din Belarus                |
| 4   | Vladimir Yermoshin (1942-)      |         | 18 Februarie 2000  | 1 Octombrie 2001  | 591             | Universitatea de Aviație Civilă din Sankt Petersburg |
| 5   | Gennady Novitsky (1949-)        | -       | 1 Octombrie 2001   | 10 Iulie 2003     | 647             | Universitatea Tehnică Națională din Belarus          |
| 6   | Sergei Sidorsky (1954-)         |         | 10 Iulie 2003      | 28 Decembrie 2010 | 2728            | Universitatea de Stat a Transporturilor din Belarus  |
| 7   | Mikhail Myasnikovich (1950-)    |         | 28 Decembrie 2010  | 27 Decembrie 2014 | 1461            | Universitatea Tehnică din Brest                      |
| 8   | Andrei Kobyakov (1960-)         |         | 27 Decembrie 2014  | 2018              | -               | Universitatea Economică de Stat din Belarus          |

## Vedeți și
- Președintele Belarusului
- Belarusul de Vest
- Belarus
- Universitatea de Stat din Sankt Petersburg